# Calling All Lovers
Albums de Tamar Braxton
Winter Loversland
(2013) Bluebird of Happiness
(2017)
Singles
1. Let Me Know
Sortie : 7 octobre 2014
2. If I Don't Have You
Sortie : 27 mai 2015
3. Catfish
Sortie : 12 septembre 2015
4. Angels & Demons
Sortie : 17 septembre 2015
5. Circles
Sortie : 25 septembre 2015

Calling All Lovers est le quatrième album de la chanteuse américaine Tamar Braxton, sorti le 2 octobre 2015.
Les principaux thèmes de album sont : la romance, le féminisme, la persévérance, l'espoir et la relation entre les hommes et les femmes. Calling All Lovers débute à la cinquième place du Billboard et à la 2de place du Top R&B/Hip-Hop Albums.
L'album génère cinq singles : Let Me Know, qui débute à la 2e place au Billboard Trending 140 Chart, le jour de sa sortie avant d'atteindre la 1re place moins d'une heure après sa commercialisation sur Soundcloud. Elle atteint la 8e meilleure position au Billboard R&B Songs et se classe au 5e rang du Adult R&B National Airplay,.
Le second single If I Don't Have You, atteint la 19e place du Hot R&B/Hip-Hop Airplay et se classe au 6e rang du Adult R&B National Airplay.
Il comprend également trois singles promotionnels Catfish, Angels & Demons et Circles.
Le 7 décembre 2015, le single If I Don't Have You est nommé à la 58e cérémonie des Grammy Awards pour la meilleure performance rnb.

## Historique
Après l'échec de son 1er album Tamar, paru en 2000, le label, insatisfait de cette performance, décide donc de se séparer de Tamar.
Tamar Braxton a travaillé sur de nombreux projets solos durant ces années, en signant sur des labels tels que Casablanca Records et Universal Records, aboutissant à de nombreuses annulations.
En 2011, elle participe avec ses sœurs dont elle avait formé le groupe The Braxtons à leur propre télé-réalité nommée Braxton Family Values.
L'émission, étant un succès, la remet sous les feux des projecteurs et en septembre 2012, les médias annonce que Tamar Braxton a signé un contrat d'enregistrement avec Streamline Records, le label de Interscope Records, fondé par son mari Vincent.
En 2013, elle était revenu sur le devant de la scène musicale avec la sortie de son second opus Love and War. Celui-ci, sorti sous le label Epic Records, qui génère quatre singles à succès : Love and War, The One, All the Way Home et Hot Sugar, débute à la seconde place du Billboard en se vendant à 138 000 exemplaires dès la 1re semaine de sa sortie, avant de s'ériger à la 1re place de ce classement. Grâce à son succès, l’opus est alors nommé trois fois aux Grammy Awards et dans d’autres cérémonies telles que les Soul Train Music Awards et les BET Awards,, remportant au passage, plusieurs récompenses dans ces deux cérémonies.

## Composition
Les principaux thèmes de album sont : la romance, le féminisme, la persévérance, l'espoir et la relation entre les hommes et les femmes.

## Singles
Le 7 octobre 2015, elle publie Let Me Know, 1er extrait de l'album.
La chanson débute à la 2e place au Billboard Trending 140 Chart, le jour de sa sortie avant d'atteindre la 1re place moins d'une heure après sa commercialisation sur Soundcloud. Elle atteint la 8e meilleure position au Billboard R&B Songs et se classe au 5e rang du Adult R&B National Airplay,.
Le vidéo clip qui illustre la chanson, démontre Tamar en train de chanter contre un mur, tantôt en train de chanter sur une chaise, puis en train d'espionner son petit ami depuis sa chambre, puis en fin de vidéoclip, en train de chanter dans une tenue paillettée dorée.
Le 27 mai 2015, elle sort un second extrait, If I Don't Have You, qui atteint la 19e place du Hot R&B/Hip-Hop Airplay. La chanson se classe au 6e rang du Adult R&B National Airplay.
Le vidéo clip qui illustre la chanson est dirigé par Darren Craig. Il y démontre Tamar accompagnée de ses amies superstars comme NeNe Leakes, Shateria Moragne, Malikah Haqq et sa sœur jumelle Khadijah Haqq et de sa mère Everlyn Braxton, en train de chanter dans une immense villa dans un style années 1930 très chic et très élégant. Le 7 décembre 2015, le single est nommé à la 58e cérémonie des Grammy Awards pour la meilleure performance rnb.
Le 12 septembre 2015, elle propose le single promotionnel Catfish en audio via sa chaine officielle youtube.
Le 17 septembre 2015, le single Angels & Demons est dévoilé.
Le 25 septembre 2015, le titre Circles est proposé sur sa chaine Vevo, en tant que single promotionnel.

## Performance commerciale
Calling All Lovers débute à la cinquième place du Billboard 200 et se classe à la 2de place du Top R&B/Hip-Hop Albums.

## Liste des titres et formats
| Calling All Lovers — Standard edition | Calling All Lovers — Standard edition | Calling All Lovers — Standard edition       | Calling All Lovers — Standard edition | Calling All Lovers — Standard edition | Calling All Lovers — Standard edition | Calling All Lovers — Standard edition | Calling All Lovers — Standard edition | Calling All Lovers — Standard edition | Calling All Lovers — Standard edition |
| No                                    | Titre                                 | Producteur(s)                               | Durée                                 |                                       |                                       |                                       |                                       |                                       |                                       |
| ------------------------------------- | ------------------------------------- | ------------------------------------------- | ------------------------------------- | ------------------------------------- | ------------------------------------- | ------------------------------------- | ------------------------------------- | ------------------------------------- | ------------------------------------- |
| 1.                                    | Angels & Demons                       | Mel & Mus                                   | 3:06                                  |                                       |                                       |                                       |                                       |                                       |                                       |
| 2.                                    | Catfish                               | Polow da Don                                | 3:35                                  |                                       |                                       |                                       |                                       |                                       |                                       |
| 3.                                    | Simple Things                         | - Polow da Don - Blac Elvis                 | 4:20                                  |                                       |                                       |                                       |                                       |                                       |                                       |
| 4.                                    | Broken Record                         | - Polow da Don - Afro Steve                 | 4:09                                  |                                       |                                       |                                       |                                       |                                       |                                       |
| 5.                                    | Never                                 | Morgan                                      | 3:09                                  |                                       |                                       |                                       |                                       |                                       |                                       |
| 6.                                    | Circles                               | Cedric "DaBenchWarma" Smith                 | 3:25                                  |                                       |                                       |                                       |                                       |                                       |                                       |
| 7.                                    | If I Don't Have You                   | Da Internz                                  | 4:14                                  |                                       |                                       |                                       |                                       |                                       |                                       |
| 8.                                    | Raise the Bar                         | - Camper                                    | 3:43                                  |                                       |                                       |                                       |                                       |                                       |                                       |
| 9.                                    | I Love You                            | - Needlz and Donut                          | 2:22                                  |                                       |                                       |                                       |                                       |                                       |                                       |
| 10.                                   | Makin' Love                           | - Lee Major - Theo "MasBeatz" Edmonds       | 3:45                                  |                                       |                                       |                                       |                                       |                                       |                                       |
| 11.                                   | Love It                               | - Blair Taylor - John Henry Gordon IV       | 2:30                                  |                                       |                                       |                                       |                                       |                                       |                                       |
| 12.                                   | Must Be Good To You                   | Alessandro Calemme - Dashawn "Happie" White | 3:12                                  |                                       |                                       |                                       |                                       |                                       |                                       |
| 13.                                   | Free Fallin'                          | B.A.M.                                      | 3:37                                  |                                       |                                       |                                       |                                       |                                       |                                       |
| 14.                                   | King                                  | - Fred - Braxton - Gerald Haddon            | 3:30                                  |                                       |                                       |                                       |                                       |                                       |                                       |
| 48:37                                 |                                       |                                             |                                       |                                       |                                       |                                       |                                       |                                       |                                       |

| Calling All Lovers — Deluxe edition (bonus tracks) | Calling All Lovers — Deluxe edition (bonus tracks) | Calling All Lovers — Deluxe edition (bonus tracks) | Calling All Lovers — Deluxe edition (bonus tracks) | Calling All Lovers — Deluxe edition (bonus tracks) | Calling All Lovers — Deluxe edition (bonus tracks) | Calling All Lovers — Deluxe edition (bonus tracks) | Calling All Lovers — Deluxe edition (bonus tracks) | Calling All Lovers — Deluxe edition (bonus tracks) | Calling All Lovers — Deluxe edition (bonus tracks) |
| No                                                 | Titre                                              | Producer(s)                                        | Durée                                              |                                                    |                                                    |                                                    |                                                    |                                                    |                                                    |
| -------------------------------------------------- | -------------------------------------------------- | -------------------------------------------------- | -------------------------------------------------- | -------------------------------------------------- | -------------------------------------------------- | -------------------------------------------------- | -------------------------------------------------- | -------------------------------------------------- | -------------------------------------------------- |
| 15.                                                | S.O.N.                                             | - S1 - Epikh Pro                                   | 3:04                                               |                                                    |                                                    |                                                    |                                                    |                                                    |                                                    |
| 16.                                                | Coming Home                                        | The Underdogs                                      | 4:41                                               |                                                    |                                                    |                                                    |                                                    |                                                    |                                                    |
| 56:24                                              |                                                    |                                                    |                                                    |                                                    |                                                    |                                                    |                                                    |                                                    |                                                    |

| Calling All Lovers — Walmart deluxe edition (bonus tracks)[réf. nécessaire] | Calling All Lovers — Walmart deluxe edition (bonus tracks)[réf. nécessaire] | Calling All Lovers — Walmart deluxe edition (bonus tracks)[réf. nécessaire] | Calling All Lovers — Walmart deluxe edition (bonus tracks)[réf. nécessaire] | Calling All Lovers — Walmart deluxe edition (bonus tracks)[réf. nécessaire] | Calling All Lovers — Walmart deluxe edition (bonus tracks)[réf. nécessaire] | Calling All Lovers — Walmart deluxe edition (bonus tracks)[réf. nécessaire] | Calling All Lovers — Walmart deluxe edition (bonus tracks)[réf. nécessaire] | Calling All Lovers — Walmart deluxe edition (bonus tracks)[réf. nécessaire] | Calling All Lovers — Walmart deluxe edition (bonus tracks)[réf. nécessaire] |
| No                                                                          | Titre                                                                       | Producer(s)                                                                 | Durée                                                                       |                                                                             |                                                                             |                                                                             |                                                                             |                                                                             |                                                                             |
| --------------------------------------------------------------------------- | --------------------------------------------------------------------------- | --------------------------------------------------------------------------- | --------------------------------------------------------------------------- | --------------------------------------------------------------------------- | --------------------------------------------------------------------------- | --------------------------------------------------------------------------- | --------------------------------------------------------------------------- | --------------------------------------------------------------------------- | --------------------------------------------------------------------------- |
| 17.                                                                         | A.S.A.P.                                                                    | - Da Internz - Snoddy                                                       | 3:51                                                                        |                                                                             |                                                                             |                                                                             |                                                                             |                                                                             |                                                                             |
| 18.                                                                         | Let Me Know (featuring Future)                                              | - Harmony Samuels - Mack                                                    | 3:59                                                                        |                                                                             |                                                                             |                                                                             |                                                                             |                                                                             |                                                                             |
| 64:14                                                                       |                                                                             |                                                                             |                                                                             |                                                                             |                                                                             |                                                                             |                                                                             |                                                                             |                                                                             |

## Classement hebdomadaire
| Chart (2015)              | Peak position |
| ------------------------- | ------------- |
| Royaume-Uni               | 16            |
| US Billboard 200          | 5             |
| US Top R&B/Hip-Hop Albums | 2             |